# Pergine Valdarno

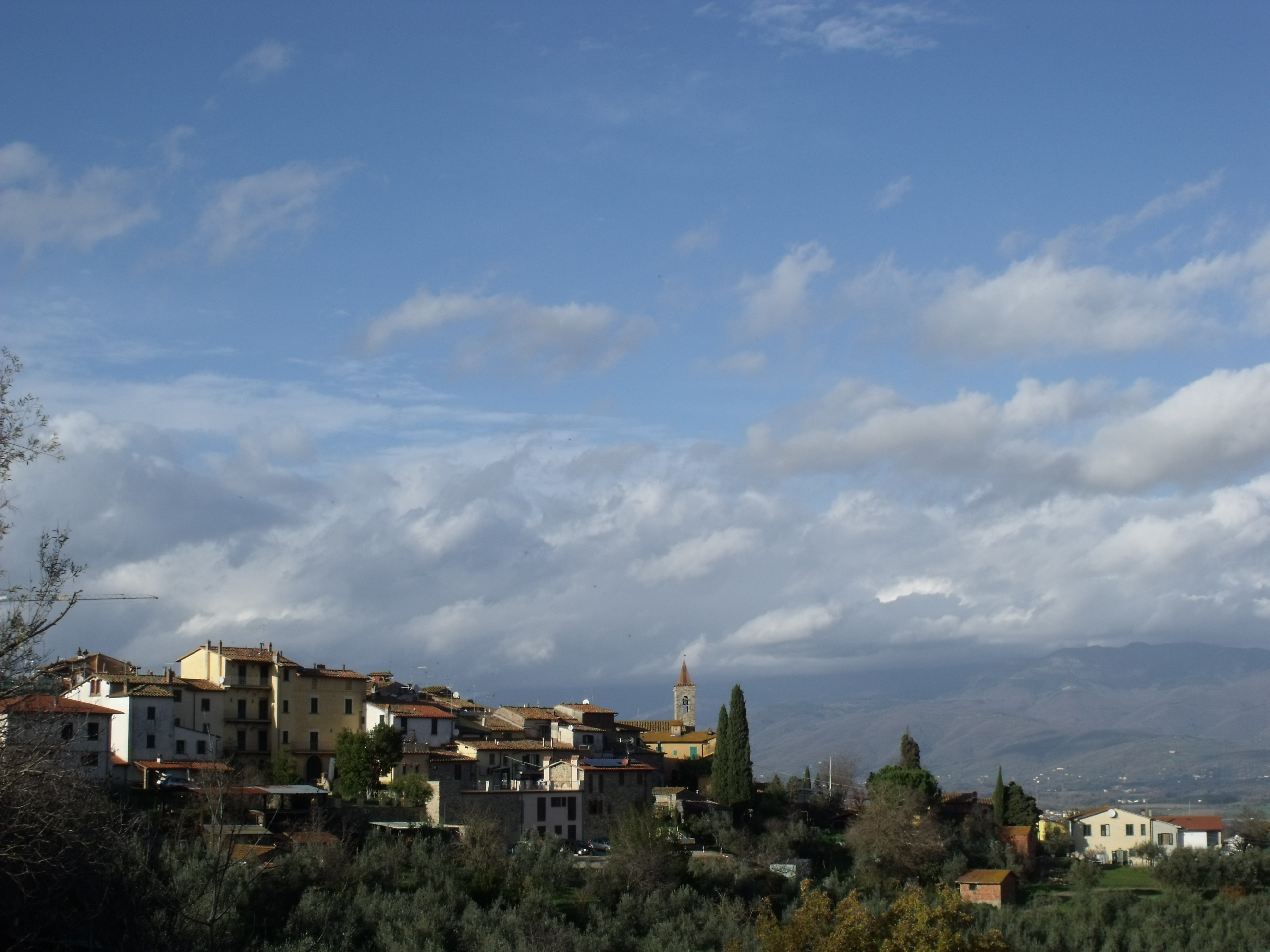
Panorama Pergine (AR)

Pergine Valdarno is een gemeente in de Italiaanse provincie Arezzo (regio Toscane) en had ultimo 2013 een inwonertal van 3200.

## Demografie
Het aantal inwoners van Pergine Valdarno steeg in de periode 1991-2013 met ruim een half procent volgens de volkstellingen van ISTAT.
| Jaar | Inwoneraantal |
| ---- | ------------- |
| 1991 | 3182          |
| 2001 | 3111          |
| 2004 | 3157          |
| 2013 | 3200          |